# Callum Ormiston
Pour les articles homonymes, voir Ormiston.
Callum Ormiston, né le 2 août 2000 à Reading, est un coureur cycliste sud-africain.

## Biographie
Aux Championnats d'Afrique de cyclisme sur route 2022 à Charm el-Cheikh, Callum Ormiston est médaillé d'argent en contre-la-montre par équipes élites ainsi qu'en contre-la-montre individuel espoirs.

## Palmarès
- 2021
  - 3e du championnat d'Afrique du Sud du contre-la-montre espoirs
- 2022
  -  Champion d'Afrique du Sud sur route espoirs
  -  Médaillé d'argent du championnat d'Afrique du contre-la-montre par équipes
  - 3e du championnat d'Afrique du Sud du contre-la-montre espoirs
- 2023
  - 5e étape du Tour du Rwanda
- 2025
  - Championnat du Gauteng du contre-la-montre